# Ōsaka-Sayama
Ōsakasayama (大阪狭山市, Ōsakasayama-shi) és una ciutat i municipi de la prefectura d'Osaka, a la regió de Kansai, Japó. Ōsakasayama és una ciutat xicoteta que forma part de l'àrea metropolitana de Sakai.

## Geografia
Ôsakasayama està situada al sud-est de la prefectura d'Osaka i està adscrita pel govern prefectural a la regió de Minamikawachi o Kawachi sud, en record de l'antiga província. Ôsakasayama es troba en una mena de "cruïlla" entre les antigues províncies d'Izumi i Kawachi, la personalitat de les quals encara és viva a la prefectura. El terme municipal d'Ôsakasayama limita al nord i a l'oest amb el terme de Sakai, al sud amb Kawachinagano i a l'est amb Tondabayashi.

## Història
Fins a l'era Meiji, l'àrea on actualment es troba el municipi d'Ôsakasayama va formar part de l'antiga província de Kawachi. L'actual ciutat d'Ôsakasayama es va fundar l'1 d'octubre de 1987 partint de l'antiga localitat de Sayama. De fet, el nom actual del municipi es podria traduir al català com "Sayama a/d'Osaka".

## Agermanaments
- Ontario, Oregon, EUA.